# Joe Williams

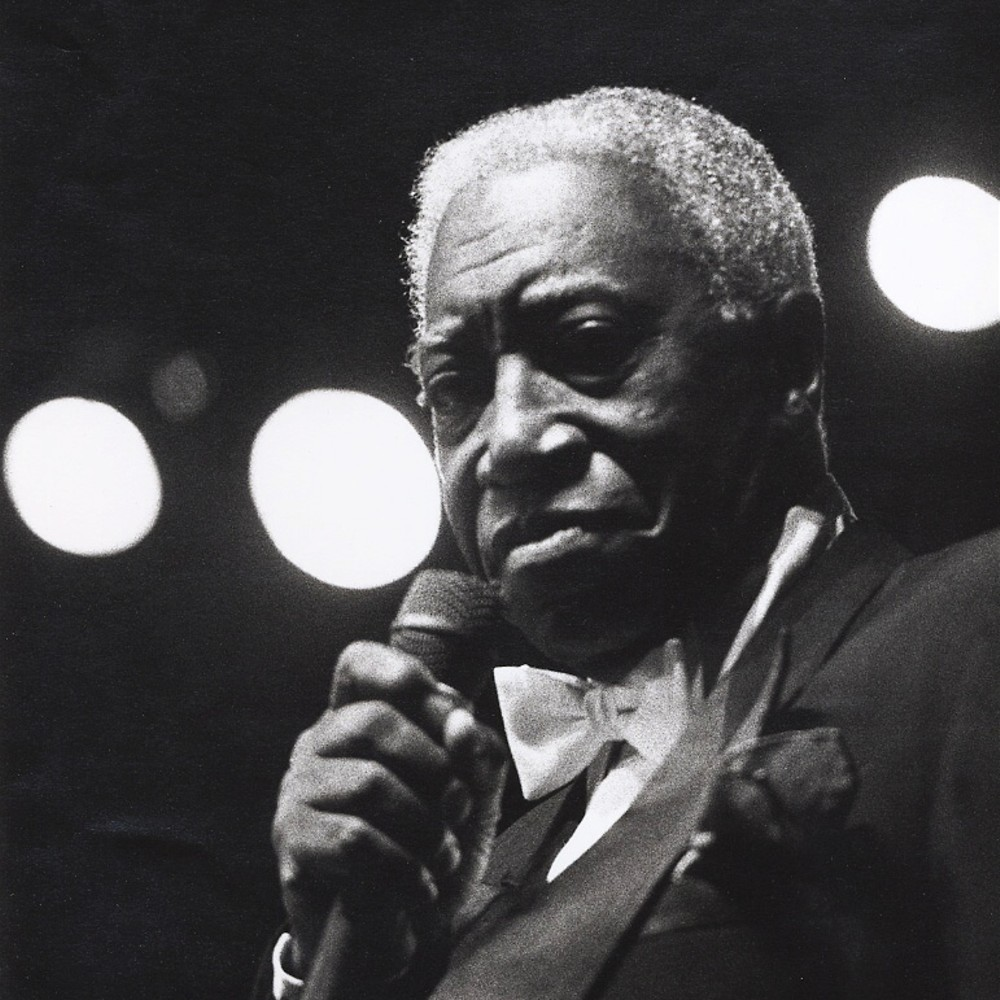
Joe Williams

Joe Williams, geboren als Joseph Goreed (Cordele, 12 december 1918 - Las Vegas, 29 maart 1999), was een Amerikaanse jazzzanger, die bekend werd door zijn optredens bij de Count Basie Band.

## Biografie
Williams kwam als kind naar Chicago, waar hij werd opgevoed door zijn moeder en grootmoeder. Tijdens zijn jeugd trad hij op als lid van de zanggroep Jubilee Boys in de kerken van South Side Chicago. Eind jaren 1930 werkte hij als uitsmijter en zanger in clubs en nam hij enkele 78" op met r&b-orkesten uit Chicago. In 1943 werd hij gecontracteerd door Lionel Hampton als zanger, met wiens orkest hij enkele jaren toerde. Zijn doorbraak en feitelijke artistieke ontwikkeling tot blueszanger lukte hem pas als zanger van de Count Basie Band, waar hij de opvolger werd van de legendarische bandzangers Jimmy Rushing en Maxine Sullivan en waar zijn kwaliteiten als shouter effectief in bluesnummers konden worden ingezet.
Vanaf 1954 hadden Basie en Williams hits met nummers als Everyday I Have the Blues en Al right, O.k., You Win. Bijzonder succesvol was het Verve Records-album Count Basie Swings, Joe Williams Sings uit 1956. Tijdens het Newport Jazz Festival in 1957 trad hij op met de Basie Band, waarbij ook Lester Young speelde. Toentertijd begon een lange samenwerking met Verve Records, rond 1959 enkele albums met strijker-arrangementen voor Roulette Records (Joe Williams Sings About You) en voor RCA Victor (Jump for Joy, 1963). Ook na de Basie-periode vervolgde hij zijn carrière succesvol met een eigen band, maar keerde ook later vaker terug naar Basie. In 1966 nam hij ook op met de Thad Jones/Mel Lewis Big Band (in hetzelfde jaar opgericht) van de jarenlange Basie-kornettist en arrangeur Thad Jones.
Tijdens de jaren 1980 werd hij door Bill Cosby in diens show als zijn schoonvader Grandpa Al Hanks aangesteld.

## Overlijden
Joe Williams overleed in maart 1999 op 80-jarige leeftijd.

## Discografie
Verve Records
- 1956: Count Basie Swings, Joe Williams Sings
- 1957: One o'Clock Jump
- 1958: A Man Ain't Supposed to Cry
- 1963: Jump for Joy
- 1964: Me and the Blues
- 1966: Presenting Joe Williams and the Thad Jones/Mel Lewis Orchestra
- 1973: Joe Williams Live
- 1985: I Just Want to Sing met Thad Jones, Eddie Lockjaw Davis, Benny Golson, Norman Simmons, John Heard,
- 1993: Live at Orchestra Hall, Detroit
- 1993: Every Day: The Best of the Verve Years
- 1997: The Best of Joe Williams: The Roulette, Solid State & Blue Note Years
- 1998: One for My Baby
- 1999: Ultimate Joe Williams
- 2001: The Heart and Soul of Joe Williams and George Shearing
- 2002: The Definitive Joe Williams
- 2004: In Good Company (o.a. met Shirley Horn)
- 2006: Music For Lovers

Delos Records
- 1984: Nothin' but the Blues